# Гирич, Вера
Вера Гирич (укр. Віра Гирич; 12 сентября 1967, Украинская ССР — 28 апреля 2022[…], Киев) — украинская журналистка и продюсер «Радио Свобода». Убита в результате ракетного удара российских военных по столице Украины в ходе вторжения России на территорию Украины.

## Биография
Вера Гирич родилась в 1967 году. Работала информационным продюсером на ТСН. Работала в израильском посольстве.
С 1 февраля 2018 года работала на «Радио Свобода» в киевском бюро.
Занималась общественной работой, помогала беженцам из Афганистана.
28 апреля 2022 года высокоточная российская ракета поразила дом в Шевченковском районе, где жила журналистка, труп нашли только на утро. Она стала 23-м работником медиа, погибшим в ходе российско-украинской войны. Редакция «Радио Свободы» выразила соболезнования семье Веры Гирич. Креативный продюсер украинской IT-компании Genesis Владислав Яцкив вспоминает её как настоящего профессионала. Александр Демченко отметил: 

Это маленькая машинка Веры Гирич — моей коллеги с «Радио Свобода». На ней пару лет назад она возила нас в Немишаево, рассказывать как искать информацию на оккупированных территориях. Теперь Веры больше нет. Точная российская ракета попала в её дом, Вера пролежала там всю ночь, а нашли её только утром. Я лично не зол и не хочу плакать, потому что это должно было бы повторяться каждый день. Я просто не знаю как рассказать, какого замечательного человека больше нет.
Главный редактор сайта «Бабель» Евгений Спирин высказался более эмоционально: 

Наша коллега из Радио Свобода Вера. **баная российская ракета прилетела прямо в киевскую квартиру, где она жила. Высокоточная бл*дь ракета. Веры больше нет. Её тело всю ночь пролежало под завалами. Сегодня его достали. Спи, Вера. Хотя ты все равно уже не увидишь ни Киев, ни этот пост. **баные ракеты. Ненавижу их всех.
После неё остались родители и взрослый сын.